# Rozkopaczew
Rozkopaczew [pronunciación en polaco: /rɔskɔˈpat͡ʂɛf/] es un pueblo ubicado en el distrito administrativo de Gmina Ostrów Lubelski, dentro del Condado de Lubartów, Voivodato de Lublin, en Polonia oriental. Se encuentra aproximadamente a 9 km al sur de Ostrów Lubelski, a 19 km al este de Lubartów, y a 27 km al noreste de la capital regional Lublin.
El pueblo tiene una población de 1100 habitantes.